# 임차 구매
임차 구매(hire purchase, HP), 할부 판매, 할부 구매, 임대구입, 할부 구입, 할부 플랜(installment plan)은 고객이 초기 할부금(예: 전체 금액의 40%)을 지불하고 해당 제품 가격의 잔액을 상환하여 자산을 취득하는 계약에 동의하는 약정이다. 일정 기간 동안 자산에 이자를 더한 금액이다. 다른 유사한 관행은 폐쇄형 임대 또는 소유 임대로 설명된다.
임대 구매 계약은 19세기 영국에서 현금이 부족한 고객이 연기하거나 포기해야 할 고가의 구매를 할 수 있도록 하기 위해 개발되었다. 예를 들어, 구매자가 부동산 항목에 대해 요청한 가격을 일시불로 지불할 여유가 없지만 일정 비율을 보증금으로 지불할 여유가 있는 경우, 임대 구매 계약을 통해 구매자는 월 단위로 상품을 임대할 수 있다. 원래의 전체 가격에 이자를 더한 금액이 균등 분할로 지불되면 구매자는 미리 결정된 가격(보통 명목 금액)으로 상품을 구매하거나 상품을 소유자에게 반환하는 옵션을 행사할 수 있다.
구매자가 할부금을 지불하지 않으면 소유자는 상품을 회수할 수 있다. 이는 무담보 소비자 신용 시스템에서는 제공되지 않는 판매자 보호이다. HP는 고가 품목의 가격을 장기간에 걸쳐 분산시키기 때문에 소비자에게 유리한 경우가 많다. 기업 소비자는 임대 구매 상품에 대한 다양한 대차대조표와 과세 처리가 과세 소득에 도움이 된다는 것을 알 수 있다. 소비자가 담보나 신용카드 등 쉽게 사용할 수 있는 다른 형태의 신용을 갖고 있는 경우 HP에 대한 필요성은 줄어든다.
이러한 계약은 구매자가 상품 대금을 직접 지불할 수 없는 자동차, 고가 전기제품과 같은 품목에 가장 일반적으로 사용된다.